# Poolboy: Drowning Out the Fury
Poolboy: Drowning Out the Fury ist eine US-amerikanische Actionkomödie von Garrett Brawith aus dem Jahr 2011.

## Handlung
Der Film wird dargestellt als die verschollen geglaubte Fortsetzung des Films Poolboy, die der exzentrische Regisseur Saint James St. James als zehnjähriger Junge gedreht hatte. Aufgrund seines derben Rassismus sei der Actionfilm aus den 1990er Jahren nie aufgeführt worden und erst jetzt in einer restaurierten Fassung wieder erhältlich. Die eigentliche Handlung des Films wird daher immer wieder durch „Hintergrundinformationen“ und Interview-Sequenzen unterbrochen.
Der eigentliche Film handelt von dem Vietnamkriegsveteranen Bando, der seinem toten Freund versprochen hatte, zurück in den Vereinigten Staaten ein Poolboy-Unternehmen zu gründen. Als er nach 24 Jahren etwas verspätet aus Vietnam heimkehrt, muss er feststellen, dass er einen 6-jährigen Sohn hat und seine Frau ihm mit einem Mexikaner untreu war. Bando schwört Rache und entwendet das Poolboy-Mobil des Mexikaners. Dieser jedoch tötet daraufhin Bandos Frau und seinen Sohn. Nachdem Bando in einem Akt der Selbstjustiz den Mexikaner sowie dessen Gang umbringt, gerät er in Konflikt mit der mexikanischen Poolboy-Mafia.
Es kommt zu einem Showdown mit Caesar, dem Anführer des Kartells, bei dem jedoch versehentlich Jan Van Hammer, der Schauspieler des Bando, von einer echten Waffe getötet und durch zwei Doubles ersetzt wird. Bando gelingt es daraufhin Caesar zur Strecke zu bringen. Hinter alledem steckt jedoch der russische Raketenwissenschaftler „Permanent Nutface Gary“, der sich an Bando rächen will, weil dieser indirekt für sein entstelltes Gesicht verantwortlich war. Bando rief nämlich gerade während Garys Orgasmus seine Frau an, die daraufhin den Geschlechtsverkehr mit Gary abbrach. Gary trug eine Gesichtslähmung davon und kann seitdem nur noch mit einer „Stephen-Hawking-Stimme“ sprechen. Mit einer versteckten Waffe verwundet er Bando, wird jedoch selbst von einem Ninja getötet. Am Ende feiern alle eine Poolparty, als plötzlich ein Koreaner auftaucht und den Vereinigten Staaten den Krieg erklärt.

## Hintergrund
Poolboy lehnt sich an  Actionfilme der frühen 1990er an und imitiert den Stil der Trashfilme dieser Ära. Dazu gehören Stilelemente wie verwackelte Kulissen, fehlerhafte Nachsynchronisation, schlechte Doubles, Anschlussfehler sowie abrupte Szenenwechsel und Overacting. Dabei lehnt sich der Film an die stilistische Machart der Filme von Zucker, Abrahams, Zucker wie Hot Shots! – Die Mutter aller Filme, Die nackte Kanone und Kentucky Fried Movie an.
In Deutschland erschien der Film am 9. Dezember 2011 auf DVD und Blu-ray. Die FSK gab dem Film ein Freigabe ab 18 Jahren.

## Kritiken
„[D]er Film steht und fällt mit der Frage ‚Lasse ich den konstruierten, orchestrierten und geplanten Trash zu oder ist das unwürdig?‘.Davon abgesehen stören die ständigen Unterbrechungen durch Saint James St. James den Fluss des Films sehr. Man wird immer wieder auf die zweite Ebene des Films hingewiesen und das stört, weil es viel zu oft passiert.
Ist man dem Film wohlgesonnen <sic!>, könnte man ein wenig Satire auf rassistische Tendenzen in Gesellschaft und Film der USA sowie ein paar Seitenhiebe auf den Hollywood-Betrieb erkennen, aber das sind eher kleine Aspekte dieses Trash-Fests, das eigentlich niemand wirklich braucht.“

„Für eine Filmparty im Kreise gutgelaunter Bekannter oder Trashfans ist ‚Poolboy‘ sicherlich eine Empfehlung. Zuschauer die keinen Draht zu solchen abgedrehten Filmen haben machen aber besser einen Bogen um ihn.“

„POOLBOY bietet nicht nur einen Film im Film im Film, nein, POOLBOY ist ein Fest für die Sinne trashgestählter Cineasten, der vom kleinsten bis zum größten Klischee so ziemlich alles durch den Kakao zieht, was das – vor allem – abseitige Kino in den letzten knapp 30 Jahren aufgeboten hat. Menschen-, frauen-, kinder-, mexikaner-, behinderten-,schwulen- und wasweißichnochallesverachtend, blutig, brutal, vollgepackt mit nicht nötigen – aber auch nicht unnötigen, hehe – Sexszenen, Waffen, Muskeln, Stirnbändern und lässigen Sprüchen. Poolreiningung ist ein hartes Pflaster, und Sal Brando alias Jan van Hammer alias Kevin Sorbo ist genau der richtige Mann für den Job.“